# Cryncus scenicus
Cryncus scenicus är en insektsart som först beskrevs av Carl Eduard Adolph Gerstäcker 1869. 
Cryncus scenicus ingår i släktet Cryncus och familjen syrsor. Inga underarter finns listade i Catalogue of Life.